# Репродуктивная система человека

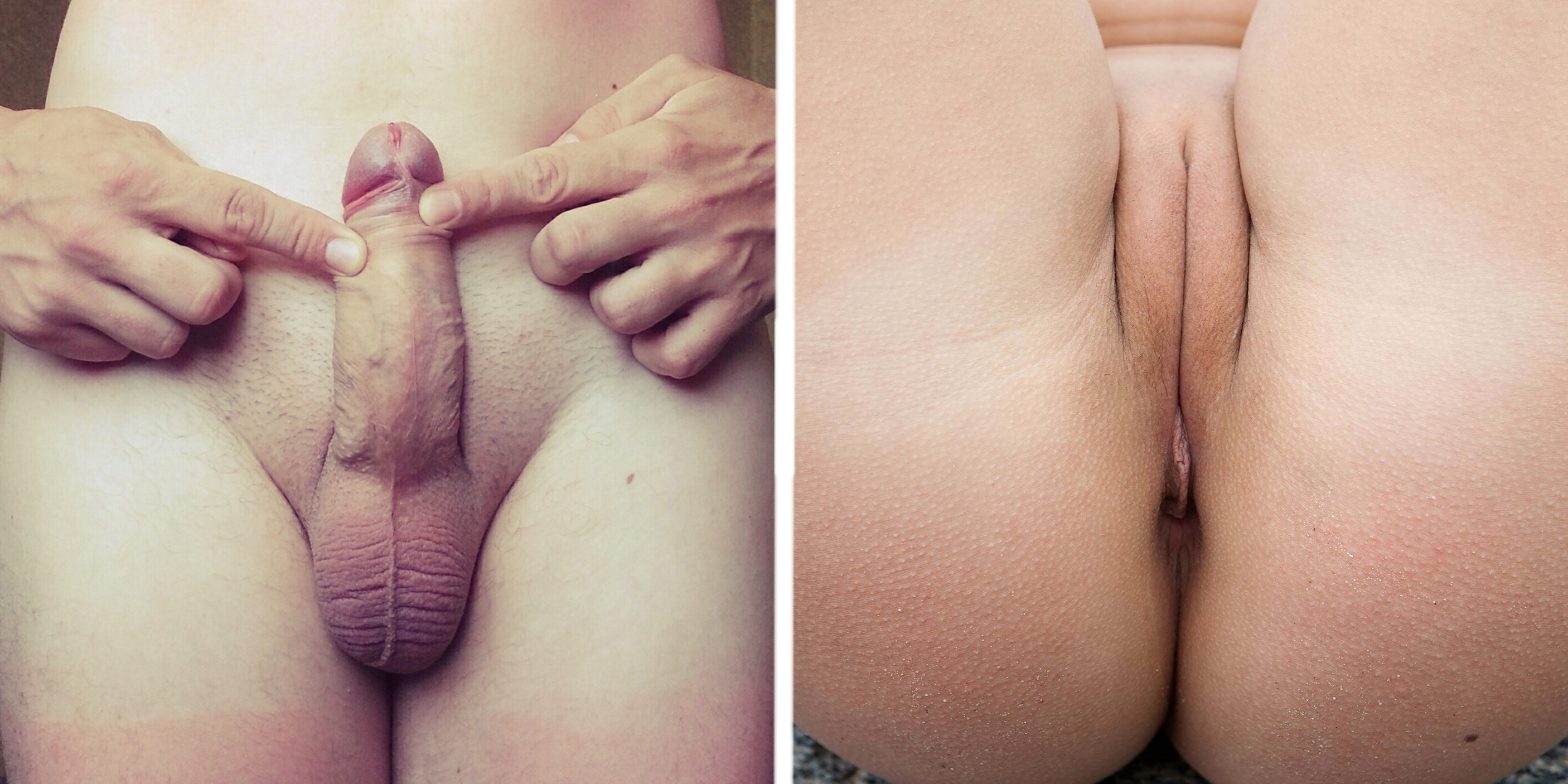
Наружные половые органы мужчины и женщины
(волосяной покров сбрит)

Репродукти́вная систе́ма человека — комплекс органов мужского и женского организмов, которые главным образом, обеспечивают воспроизводство людей (их репродукцию, получение потомства, продолжение рода).
К репродуктивной системе мужчин относятся внутренние половые органы яички, семявыносящие протоки, предстательная железа, семенные пузырьки, бульбоуретральные железы, мочеиспускательный канал и наружные половой член, мошонка. У женщин к репродуктивной системе относятся внутренние половые органы яичники, фаллопиевы трубы, матка, влагалище и наружные (вульва): клитор, преддверие влагалища, большие и малые половые губы.

## Общие сведения
Биологический вид человек, как и другие виды позвоночных животных, имеет деление на мужские и женские особи для обеспечения полового характера размножения, дающего генетическое разнообразие потомства через различное комбинирование генов, получаемых от родительских организмов, их репродуктивные органы называют половыми. Мужские и женские репродуктивные (половые) органы в процессе репродукции дополняют функции друг друга. Как и у других млекопитающих, у человека оплодотворение (и последующее вынашивание зародыша) является внутренним, происходя в пределах внутренних половых органов женщины, что служит объяснением тому факту, что основная по объёму часть тазовых репродуктивных органов женщины является внутренней (см. Женские внутренние половые органы). Для осуществления такого оплодотворения представители мужского пола должны обладать способным к проникновению в зону оплодотворения наружным по отношению к полостям своего тела органом — это мужской половой член, пенис.

## Задачи репродуктивной системы мужчин и женщин
Основной задачей репродуктивной системы представителей мужского пола является выработка мужских половых клеток (сперматозоидов) и доставка их в зону оплодотворения в ходе половых актов.
Задачи женской репродуктивной системы являются более многочисленными. К ним относятся:
- выработка женских половых клеток (яйцеклеток),
- доставка их в зону оплодотворения,
- проведение половых актов,
- осуществление оплодотворения,
- вынашивание эмбриона (плода) в течение всего срока беременности с обеспечением его жизнедеятельности, защиты и развития до той степени, которая позволит ему после рождения жить вне организма матери;
- родовая деятельность,
- выработка грудного молока на весь период вскармливания ребёнка.

Сходным задачам у мужчин и женщин служат аналогичные по функции, а иногда и структурно мужские и женские половые органы:
- выработкой половых клеток и секрецией гормонов занимаются половые железы (яичники у женщин и яички у мужчин);
- доставка выработанных железами клеток в зону оплодотворения осуществляется выводными протоками желез, представляющими собой полые (трубчатые) органы — семявыносящие протоки и мочеиспускательный канал у мужчин и фаллопиевы трубы у женщин;
- сексуальное возбуждение и чувственное удовлетворение от полового акта обеспечивают эрогенные зоны, богатые чувствительными нервными окончаниями, из которых наиболее специализированными являются те, которые представлены мужским половым членом, пенисом, и женским — клитором, а них особенно их наружными оконечностями — головками пениса и клитора. (При этом существуют и различия: мужскому половому члену помимо половых свойственна и функция мочеиспускания, и для его перехода в режим эрекции для совершения полового акта и выбрасывания им семенной жидкости ему абсолютно необходима сексуальная стимуляция, тогда как клитор является органом исключительно эрогенной чувственности, расположен вне непосредственного пути прохождения половых клеток и в репродукции как таковой не задействован);
- защиту внутренних структур от нежелательных воздействий внешней среды обеспечивают покровные элементы репродуктивной системы: большие (наружные) и малые (внутренние) половые губы и крайняя плоть клитора у женщин и кожа полового члена с его крайней плотью и мошонкой у мужчин.

## Связь репродуктивной системы человека с другими системами органов

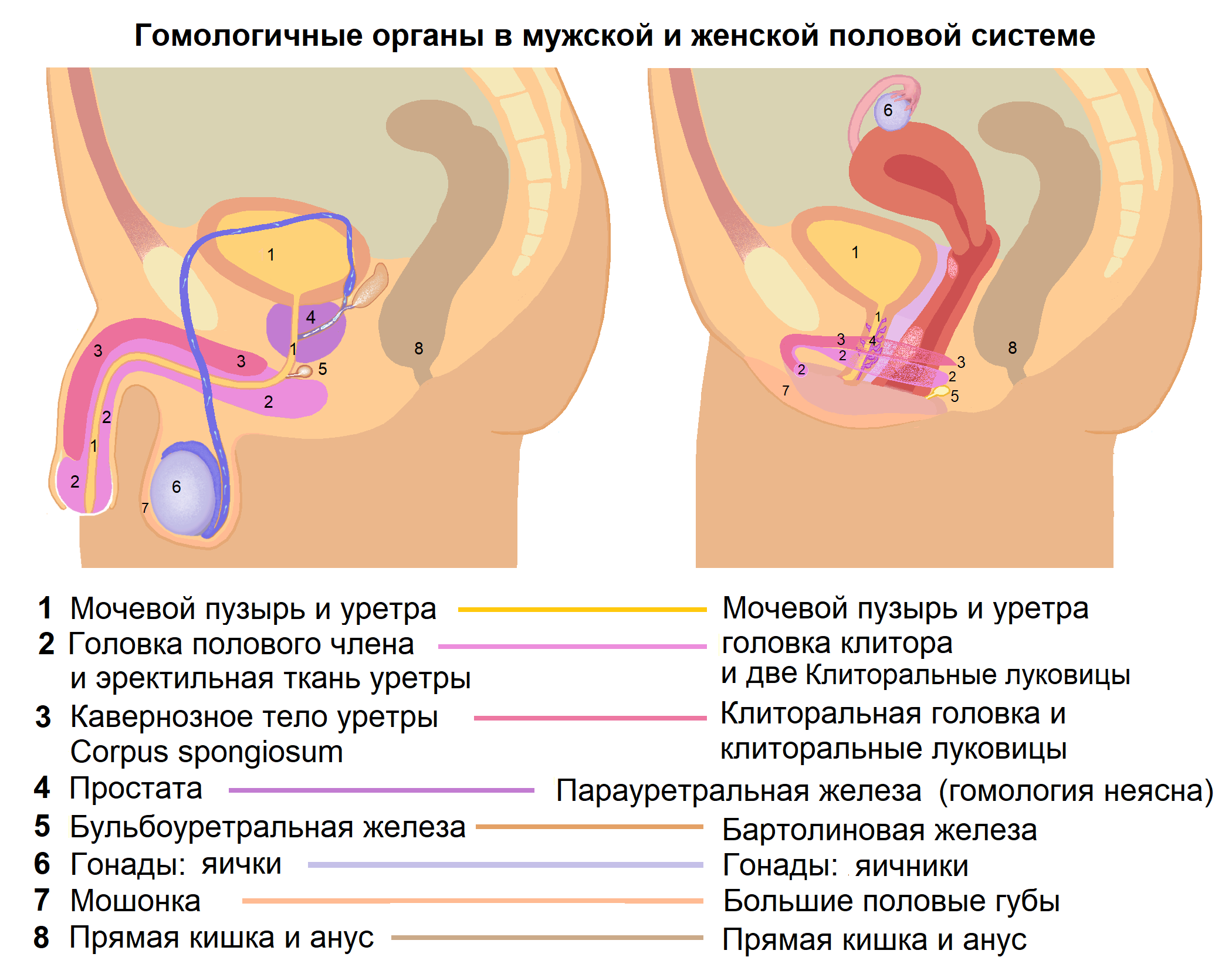
Аналогия между мужскими (слева) и женскими (справа) тазовыми органами

Репродуктивная система человека у представителей обоих полов тесно связана с работой других систем органов и прежде всего эндокринной системы организма, с которой имеет общие элементы, такие как половые железы, участвующие вместе с другими эндокринными органами в выработке гормонов, регулирующих деятельность организма. Эндокринная система обеспечивает прохождение процесса полового созревания для появления возможности осуществления репродуктивной функции, поддерживает функционирование репродуктивных органов в детородном возрасте и контролирует угасание этой функции в пожилом возрасте.
Вместе с другими железами внутренней секреции половые железы выработкой гормонов участвуют в формировании всего облика человека. Так, мужчины имеют в среднем более высокий рост и мышечную массу, чем женщины, что определяется развитием костно-мышечной системы, отличия в пропорциях областей грудной клетки и таза, несколько иной характер распределения жировой и мышечной тканей в организме, и иной характер распределения волосяного покрова на теле. В период угасания репродуктивной функции у женщин сильнее и чаще, чем у мужчин снижается плотность костной ткани и появляется остеопороз, опасный переломами костей.
Репродуктивная система человека связана с мочевыделительной системой, нижний отдел которой также расположен в тазовой области, хотя связь эта у мужчин и женщин различна. У женщин наружное отверстие мочеиспускательного канала находится в области наружных половых органов (вульвы), открываясь в преддверии влагалища, но трасса канала проходит отдельно от половых путей (влагалища), тогда как у мужчин выделение и мочи и семенной жидкости происходит через один и тот же проток — мочеиспускательный канал, проходящий большей частью внутри мужского полового члена. Из-за патологических изменений в вырабатывающей семенную жидкость предстательной железе, связанных с её разрастанием обычно в преклонном возрасте, она, увеличиваясь в размерах, может сдавливать просвет мочеиспускательного канала и затруднять мочеиспускание у мужчин, тогда как женщины из-за меньшей длины и большего диаметра своей уретры, способствующих более лёгкому проникновению болезнетворных бактерий, чаще страдают инфекционно-воспалительными заболеваниями мочевого пузыря (цистит) и мочеиспускательного канала (уретрит), связанными с учащенным мочеиспусканием и даже недержанием.

## Развитие репродуктивной системы человека. Её сходства и отличия у мужчин и женщин

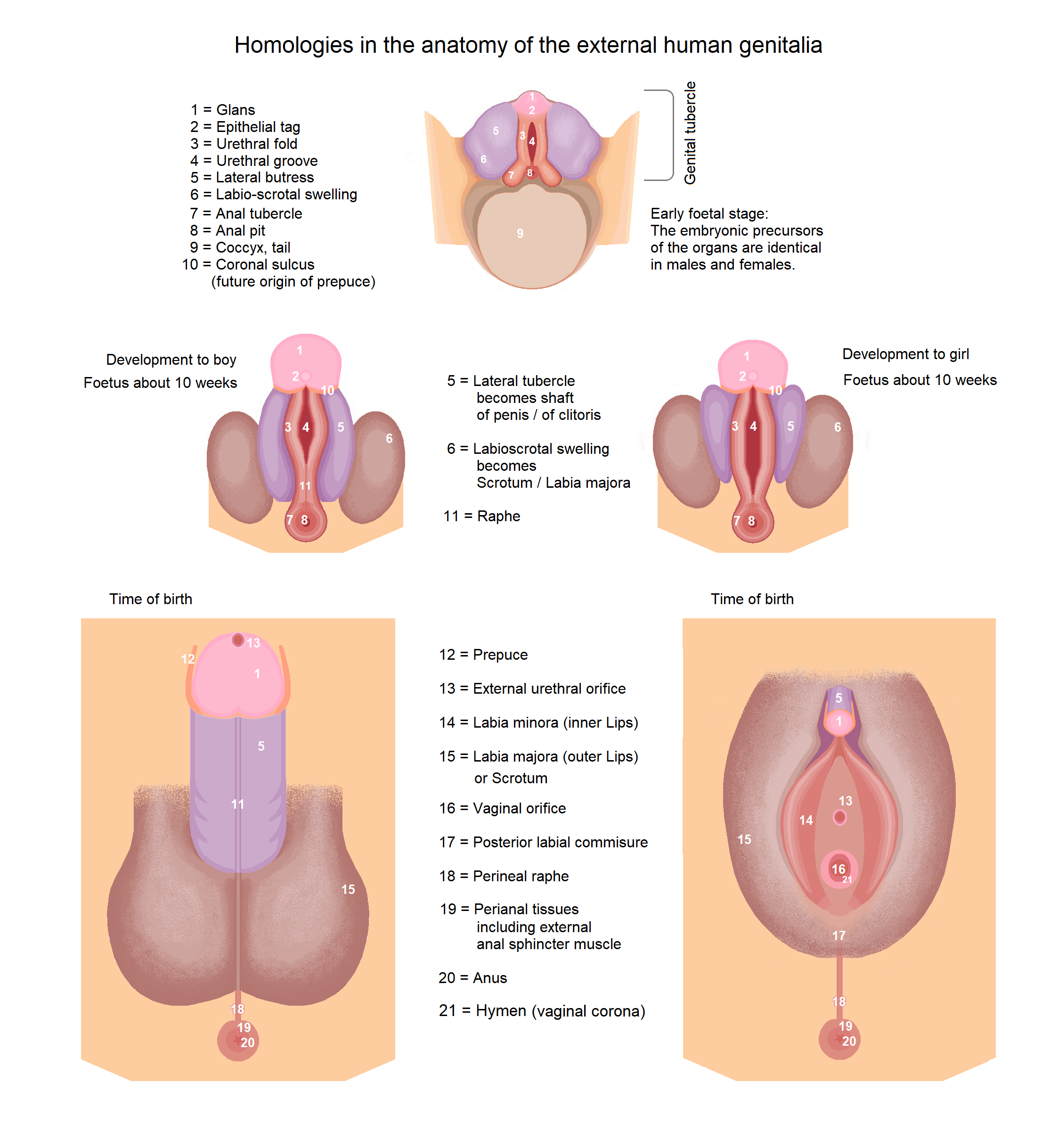
Развитие мужских и женских половых органов у нерожденного ребёнка.

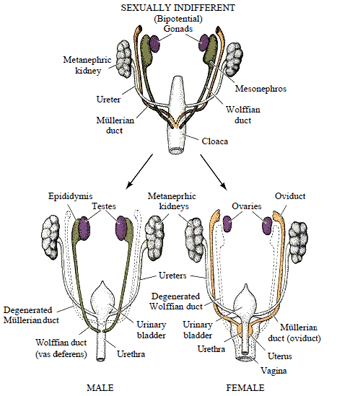
Половая дифференциация человека

Шкала оценки степени женского полового созревания по Таннеру

Эмбрионы в начальные периоды своего развития не дифференцированы по признаку пола и как женская, так и мужская репродуктивные системы складываются у них из одних и тех же предшествующих зародышевых структур, что приводит к гомологичности строения и части функций между мужскими с одной стороны и женскими половыми органами (половые железы, выводящие трубчатые органы, покровные структуры) — см. Список гомологичных органов репродуктивной системы человека.
При изменениях в работе определённых генов, гормонов и/или ферментов может изменяться половая дифференциация плода и новорождённого, и тогда либо его половые органы будут иметь промежуточный вид между типичными мужскими или женскими, либо его внешние половые органы (гениталии) будут характерны для одного пола, а внутренние половые органы — для другого (гениталии мужского типа, а внутренние органы женского и наоборот), либо он будет иметь другие нетипичные половые признаки; такие вариации развития называются интерсекс-вариациями, или вариациями полового развития, и являются нормальными, но относительно редкими формами человеческого тела.
Наибольшая часть репродуктивной системы человека расположена в тазовой области — нижней части туловища, тогда как необходимые для вскармливания родившегося ребёнка молочные железы расположены на верхней половине корпуса — грудной клетке.
Под действием специфических гормонов в норме молочные железы развиваются и могут полноценно функционировать, вырабатывая грудное молоко, только у особей женского пола, а у особей мужского при отсутствии специфической гормональной патологии (гинекомастии) остаются в неразвитом, рудиментарном состоянии.

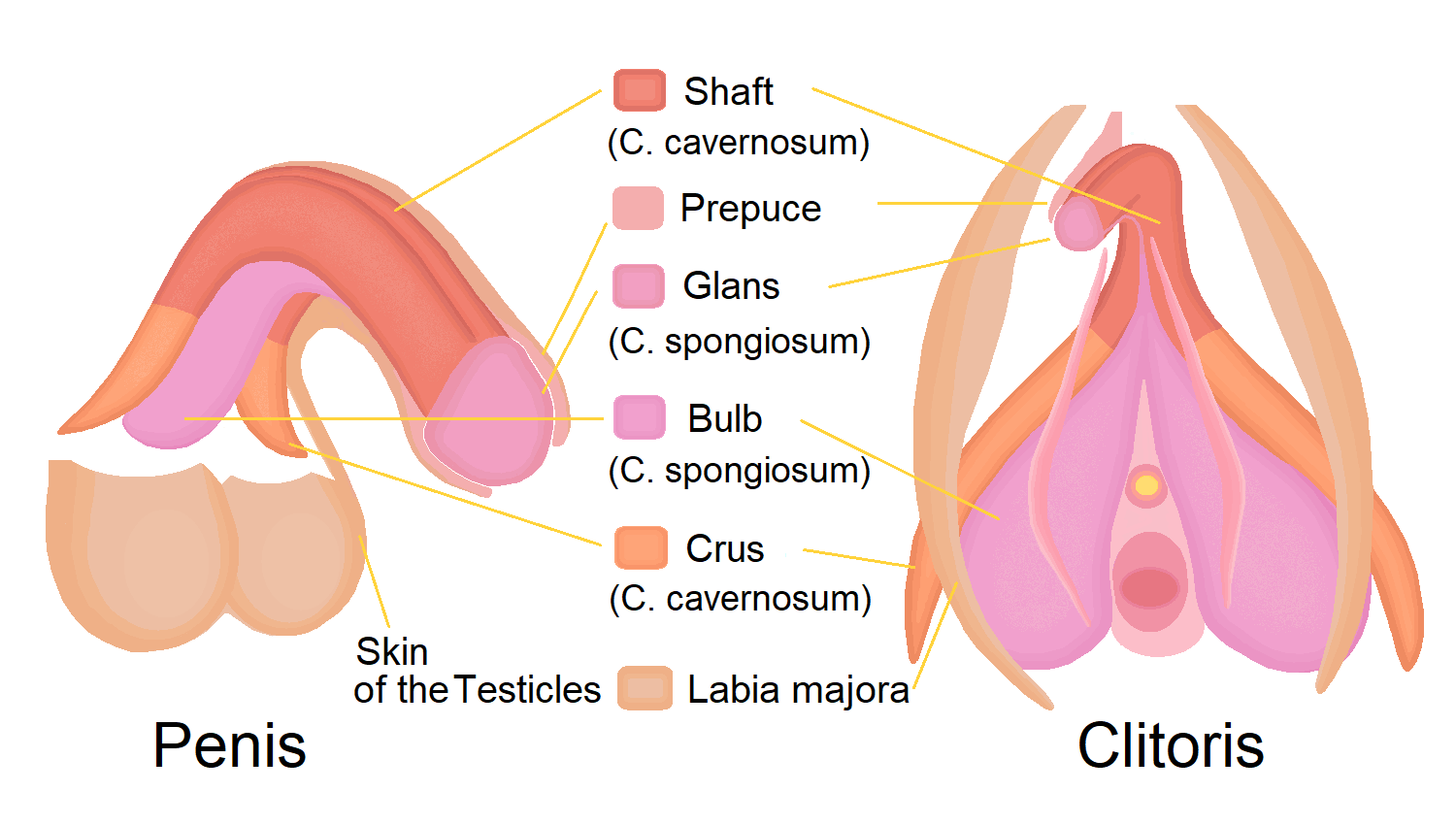
Строение тел пениса (слева) и клитора. Glans — головка; foreskin — крайняя плоть пениса, clitoral hood (cut) — крайняя плоть (капюшон) клитора (срезана); corona — венчик; corpora cavernosa — пещеристые тела; corpus spongiosum — губчатое тело; urethra — уретра.

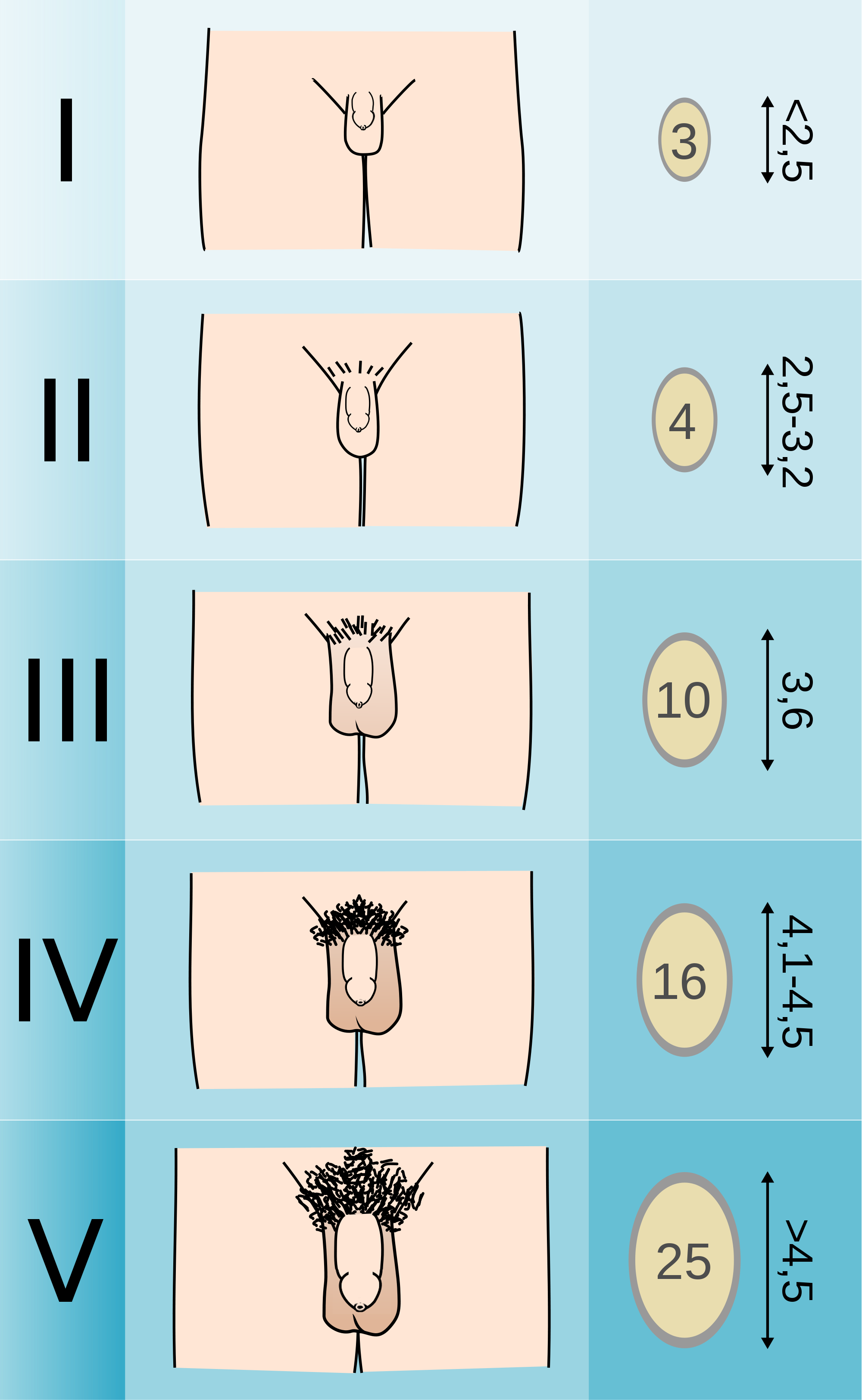
Шкала оценки степени мужского полового созревания по Таннеру

Напротив, из числа тазовых репродуктивных органов сравнительно большее развитие и размеры получают под влиянием мужских половых гормонов наружные половые органы у мужчин. Мужской половой член, как необходимо для внутреннего оплодотворения, становится в несколько раз крупнее по длине и ширине непредназначенного для этого своего гомолога у женщин — клитора, а сросшиеся кожные складки под пенисом образуют мошонку, в которую у мальчиков в норме опускаются защищаемые ею половые железы (яички), тогда как женские половые железы (яичники) не выходят из полости малого таза в соответствующие мошонке большие половые губы, которые прикрывают и защищают всю зону половой щели. Эмбриональная урогенитальная борозда у мальчиков должна зарастать, а у девочек образовывать половую щель с преддверием влагалища, содержащим наружные отверстия его и женского мочеиспускательного канала, прикрытую малыми и большим половыми губами.
При различных генетических и гормональных нарушениях внешний вид и элементы строения мужских и женских половых органов могут сближаться, в частности из-за гормонального дисбаланса. Половые железы как женщин, так и мужчин продуцируют и женские, и мужские половые гормоны, но отличающихся соотношениях, свойственных каждому полу, и если это соотношения нарушены, то может происходить феминизация мужчин или маскулинизация женщин, то есть изменение их первичных и вторичных половых признаков в направлении, противоположном характеру их половых желез. Так, пенис может оказаться слишком маленьким и недоразвитым (микропения), тогда как клитор необычно увеличенным (клиторомегалия). Урогенитальная борозда у мальчиков может оказаться недостаточно заращенной и мочеиспускательный канал и часть их полового члена могут быть расщеплены, а наружное отверстие канала находиться ниже обычного, тогда как у девочек бывают срастания (спайки, синехии) половых губ. Яички могут, подобно яичникам, не опускаться в мошонку. Часть этих явлений может носить преходящий, временный характер, например при приёме гормональных стимуляторов женщинами-культуристами.
Репродуктивная функция человека носит менее выраженный сезонный характер, чем у многих других биологических видов. Однако у женщин, в отличие от мужчин, её осуществление имеет периодический характер, связанный с поочерёдным созреванием и высвобождением женских половых клеток. В репродуктивный период жизни женщины оно происходит ежемесячно. В случае оплодотворения такой клетки наступает беременность, в противном случае внутренний слой матки обновляется и старый эпителий с кровью выделяется через влагалище наружу, что представляет собой менструацию. Это и составляет менструальный цикл женщины.

## Осуществление репродуктивной функции
Размножение (репродукция) человека происходит в результате внутреннего оплодотворения, завершающего половой акт:
- Во время полового акта эрегированный половой член мужчины вводится во влагалище женщины. По завершении полового акта происходит эякуляция — выброс спермы из пениса во влагалище.
- Сперматозоиды, содержащиеся в сперме, движутся по влагалищу по направлению к матке или фаллопиевым трубам для оплодотворения яйцеклетки.
- После успешного оплодотворения и имплантации зиготы, развитие эмбриона человека происходит в матке женщины в течение приблизительно девяти месяцев. Этот процесс называется беременностью, которая завершается родами.
- Во время родов мускулы матки сокращаются, шейка матки расширяется и плод выталкивается из матки.
- Младенцы и дети практически беспомощны и требуют родительской заботы в течение многих лет. В течение первого года жизни женщина обычно использует молочные железы, расположенные в грудях, для выкармливания младенца.

Человек как один из биологических видов характеризуется высокой степенью полового диморфизма. Кроме разницы в первичных половых признаках (половые органы), есть разница во вторичных половых признаках и сексуальном поведении.

## Мужская репродуктивная система
Мужская половая система человека представляет собой совокупность органов системы размножения у мужчин. Половые органы мужчины разделяют на внутренние и наружные. К наружным половым органам относятся мошонка и половой член.
К внутренним относятся находящиеся в мошонке половые железы — яички с их придатками (в которых развиваются сперматозоиды и вырабатывается половой гормон тестостерон), семявыносящие протоки, семенные пузырьки, предстательная железа, бульбоуретральные железы. Мужской мочеиспускательный канал, кроме выведения мочи, служит для прохождения семенной жидкости, поступающей в него из семявыбрасывающих протоков.

## Женская репродуктивная система
Женскую половую систему человека принято считать состоящей из двух групп элементов: 1) внутренних и 2) наружных половых органов. При этом имеют в виду органы, расположенные в нижней части туловища — тазовой области — и на её поверхности. Эти две группы органов тесно связаны друг с другом и служат протекторной, выделительной, копулятивной и детородной функциям. Наружные тазовые половые органы в совокупности носят название вульва (латин. vulva). К половым органам женщин относят и их грудные железы (молочные железы), предназначенные для выделения молока с целью вскармливания детей женщины после родов (у мужчин молочные железы присутствуют, но остаются в норме неразвитыми и нефункционирующими).

## Болезни репродуктивной системы человека
Как и другие сложные системы органов, репродуктивная система человека поражается большим количеством заболеваний. Выделяют четыре основные категории болезней:
- конгенитальные или врождённые;
- опухоли;
- инфекции, зачастую передающиеся половым путём;
- функциональные нарушения, вызванные факторами внешней среды, повреждением, психосоматическими факторами и аутоиммунными заболеваниями. Наиболее известный вид функциональных нарушений — это бесплодие, которое может быть вызвано многими заболеваниями.

### Врожденные аномалии

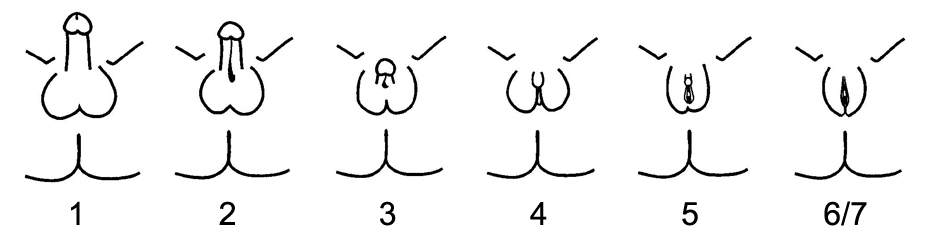
Шкала Куигли применяемая для оценки нарушений развития половых органов по женскому или мужскому типу, к примеру при синдроме Рейфенштейна

К врождённым относят пороки развития репродуктивных органов, которые могут в настоящем или будущем привести к нарушениям их функционирования в различной степени, и их раннее выявление является немаловажной врачебной задачей.
Так, после рождения ребёнка или ещё во время внутриутробной диагностики возникает необходимость определения его пола, которая затрудняется в случаях недостаточной дифференциации его наружных половых органов по мужскому или женскому типу либо несоответствия их строения типу половых желез. Тогда речь может идти о гермафродитизме или интерсексуальности.
Какие-то органы репродуктивной системы могут не появиться в ходе внутриутробного развития организма, и их врождённое отсутствие называется агенезией или аплазией. Проявившиеся органы могут быть недостаточно сформированы и развиты, что называют недоразвитием или рудиментарностью. Пороки развития могут затрагивать либо весь орган, либо одну из его частей.